# Laphria concludens
Laphria concludens là một loài ruồi trong họ Asilidae. Laphria concludens được Walker miêu tả năm 1859. Loài này phân bố ở miền Australasia.